# Pwn phone
El Pwn Phone és un telèfon intel·ligent llançat per l'empresa emergent Pwnie Express. És capaç d'infiltrar-se en una xarxa per cable, wireless o Bluetooth, i així mesurar la vulnerabilitat de la mateixa. Pwnie Express basa el disseny del Pwn Phone en el Nexus 5 de Google i LG. Disposa de la versió Kit Kat d'Android i una pantalla de 4,95 polzades alta definició. També incorpora un processador Qualcomm Snapdragon 800 de quatre nuclis a 2,3 Ghz, memòria RAM de 2 GB i capacitat d'emmagatzematge intern de fins a 32 GB.
El Pwn Phone té un preu de 1.295$ (1.098,3542€) i compta amb la versió tablet anomenada Pwn Pad, basada en el telèfon Nexus 7 i té un preu de 1.095$ (928,7243€).

## Especificacions
- CPU: Quad-core Qualcomm. Snapdragon 800, 2.3 GHz
- GPU: Adreno 330, 450 MHz
- Memòria: 2GB RAM
- Emmagatzematge intern: 16GB
- Pantalla: 4.95" 1920x1080 pantalla (445 ppi)
- Pila: 2300 mAh
- Càmeres: 1.3MP frontal, 8MP darrere
- Onboard wireless: Dual-band 802.11a/b/g/n/ac Wi-Fi, Bluetooth 4.0
- Wireless extern: 802.11/b/g/n Wi-Fi i adaptadors Bluetooth w/ injecció del paquet
- Sensors: GPS, giroscopi, acceleròmetre, compàs, proximitat/llum ambiental, pressió, sala
- Cel·lular Onboard: 2G/3G/4G/LTE
- GSM: 850/900/1800/1900 MHz
- HSDPA 800 / 850 / 900 / 1700 / 1900 / 2100
- CDMA: 800 / 1900 (bandes: 0/1/10)
- WCDMA: 1/2/4/5/6/8/19
- LTE: 700 / 800 / 850 / 1700 / 1900 / 2100 / 2600 (bandes: 1/2/4/5/17/19/25/16/41) - Amèrica del Nord
- LTE: 800 / 850 / 900 / 1800 / 2100 / 2600 (bandes: 1/3/5/7/8/20) - Dimensions Internacionals: 69.17 x 137.84 x 8.59 mm
- Pes: 4.59 unces (130g)
- NAICS: 511210, 541511, 334111, 238210, 561621, 334119, 334210, 423430, 928110, 541990
- DUNS: 011160006
- PSC: D397, D310, D399 FSC: 730
- Capsa: 6HBR1[3]

## Mr. Robot
A l'episodi 9 de la segona temporada de la sèrie Mr. Robot, el protagonista utilitza un telèfon mòbil Pwn com a plataforma per executar un script personalitzat anomenat "CrackSIM". Aquest script té com a objectiu trobar targetes SIM vulnerables per poder desxifrar el xifrat DES que porten. Després, el protagonista carrega una càrrega maliciosa a aquestes targetes SIM, a través del Pwn Phone.

## Retirada de la venda
Pwinie Express va decidir no vendre més Pwn Phones al 2017, així com Pwn Pads. Tot i així, es poden aconseguir a través d'altres llocs.
El motiu principal sobre la decisió de l'empresa és que aquests telèfons no són sostenibles com a productes comercials, ja que és impossible mantenir una cadena de subministrament fiable.
Les etiquetes d'alt preu, l'inventari incoherent i les retirades de fàbrica són aspectes que van provocar que la revisió de la maquinària i el seu manteniment en inventari fos una complicació.
Durant anys, els professionals de la seguretat han utilitzat un Pwn Phone o un Pwn Pad com a eina de treball, per tant, es va lliurar a la comunitat.
Pwinie Express pren com a objectiu proporcionar detecció i monitoreig continu de dispositius cablejats, wireless i loT dins les empreses.